# Tephroit
Tephroit, auch Mangan-Peridot genannt, ist ein selten vorkommendes Mineral aus der Mineralklasse der „Silicate und Germanate“. Es kristallisiert im orthorhombischen Kristallsystem mit der chemischen Zusammensetzung Mn2SiO4 und entwickelt meist kurzprismatische Kristalle im Zentimeterbereich, aber auch körnige bis massige Aggregate.
Zwischen den reinen Mn- (Tephroit), Mg- (Forsterit) und Fe-Verbindungen (Fayalit) besteht eine lückenlose Mischbarkeit, deren Zwischenglieder als Olivine bezeichnet werden.

## Etymologie und Geschichte
Erstmals gefunden wurde der Forsterit 1823 in der „Sterling Hill Mine“ bei Ogdensburg im Sussex County (New Jersey) und beschrieben durch August Breithaupt. Er benannte das Mineral aufgrund seiner häufig aschegrauen Farbe nach dem griechischen Wort „Tephra“ für Asche.

## Klassifikation
In der alten (8. Auflage) und neuen Systematik der Minerale nach Strunz (9. Auflage) gehört der Tephroit zur Abteilung der „Inselsilikate (Nesosilikate)“ und dort zur Olivingruppe, gebildet aus den Mineralen Fayalit, Forsterit, Laihunit, Liebenbergit und Tephroit.
Die überarbeitete 9. Auflage der Strunz'schen Mineralsystematik unterteilt diese Abteilung allerdings präziser nach der möglichen Anwesenheit weiterer Anionen und der Koordination der beteiligten Kationen. Der Tephroit steht entsprechend in der Unterabteilung der „Inselsilikate ohne zusätzliche Anionen; Kationen in oktaedrischer [6]er-Koordination“ und ist dort immer noch Mitglied der Olivingruppe, die allerdings um die Minerale Glaukochroit und Kirschsteinit erweitert wurde.
Die im englischen Sprachraum gebräuchliche Systematik der Minerale nach Dana ordnet den Tephroit ähnlich wie die neue Strunz'sche Mineralsystematik in die Abteilung der „Inselsilikate: SiO4-Gruppen mit allen Kationen nur in oktahedraler [6]-Koordination“. Die dort ebenfalls anzutreffende Olivingruppe besteht wie in der alten Strunz'schen Systematik aus den Mitgliedern Fayalit, Forsterit, Laihunit, Liebenbergit und Tephroit, allerdings erweitert um den Olivin, für den die Anerkennung durch die IMA/CNMNC noch fehlt.

## Kristallstruktur
Tephroit kristallisiert orthorhombisch in der Raumgruppe Pbnm (Raumgruppen-Nr. 62, Stellung 3) mit den Gitterparametern a = 4,90 Å; b = 10,60 Å und c = 6,26 Å sowie vier Formeleinheiten pro Elementarzelle.

## Eigenschaften

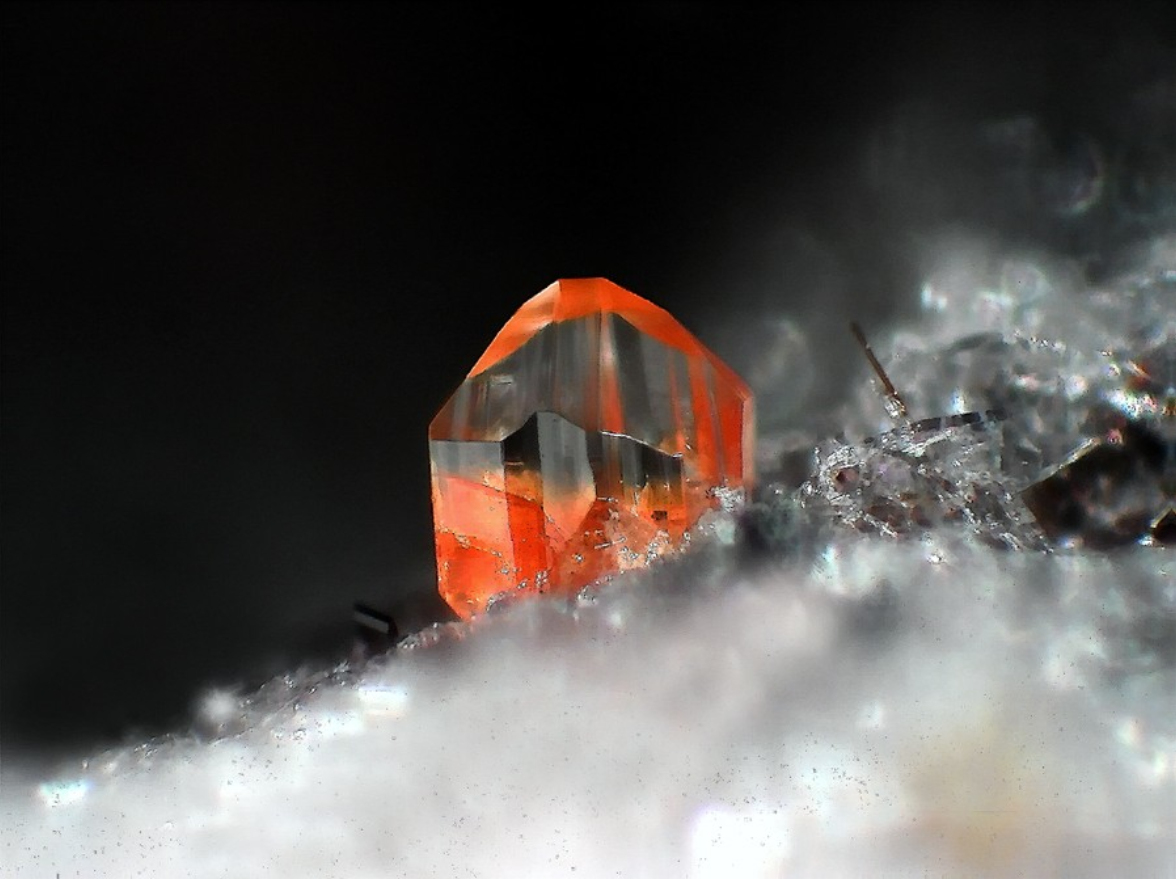
Rötlicher Forsterit mit Anteilen von Tephroit

Tephroit erhält seine rötlichbraune bis fleischrote Farbe durch seinen Mangangehalt. In der Natur ist Tephroit allerdings oft in Form von Mischkristallen zu finden, mit schwankenden Gehalten an Forsterit und/oder Fayalit. Entsprechend variiert die Farbe in Richtung grau oder olivgrün.

## Modifikationen und Varietäten
Als Roepperit wird eine zinkhaltige Varietät von Tephroit  oder auch Fayalit (nach Brush) bezeichnet.

## Bildung und Fundorte
Tephroit bildet sich in Eisen-Mangan-Lagerstätten, verwandten Skarnen und metamorphen, manganreichen Sedimenten. Begleitminerale sind unter anderem Alleghanyit, Banalsit, Bustamit, Calcit, Diopsid, Franklinit, Gageit, Glaukochroit, Jakobsit, Manganocalcit, Rhodonit, Willemit und Zinkit.
Weltweit konnte Tephroit bisher an rund 180 Fundorten nachgewiesen werden (Stand: 2010), so in der Antarktis, Australien, Brasilien, China, Deutschland, Finnland, Frankreich, Indien, Italien, Japan, Kasachstan, Kirgisistan, Madagaskar, Namibia, Norwegen, Oman, Österreich, Russland, Schweden, Schweiz Slowakei, Spanien, Südafrika, Tschechien, Türkei, in den Vereinigten Arabischen Emiraten, im Vereinigten Königreich (Großbritannien) und in den Vereinigten Staaten (USA).

## Verwendung als Schmuckstein
Die Minerale der Olivingruppe werden bei guter Qualität überwiegend zu Schmucksteinen verarbeitet. Klare Varietäten erhalten dabei meist einen Facettenschliff in unterschiedlicher Form, trübe Varietäten eher einen Cabochon-Schliff. Im Handel sind sie unter der Bezeichnung „Peridot“ oder „Chrysolith“ erhältlich.